# Vix (Côte-d’Or)
Vix – miejscowość i gmina we Francji, w regionie Burgundia-Franche-Comté, w departamencie Côte-d’Or. Przez miejscowość przepływa Sekwana. 
Według danych na rok 1990 gminę zamieszkiwało 95 osób, a gęstość zaludnienia wynosiła 27 osób/km² (wśród 2044 gmin Burgundii Vix plasuje się na 815. miejscu pod względem liczby ludności, natomiast pod względem powierzchni na miejscu 1310.).

## Stanowisko archeologiczne

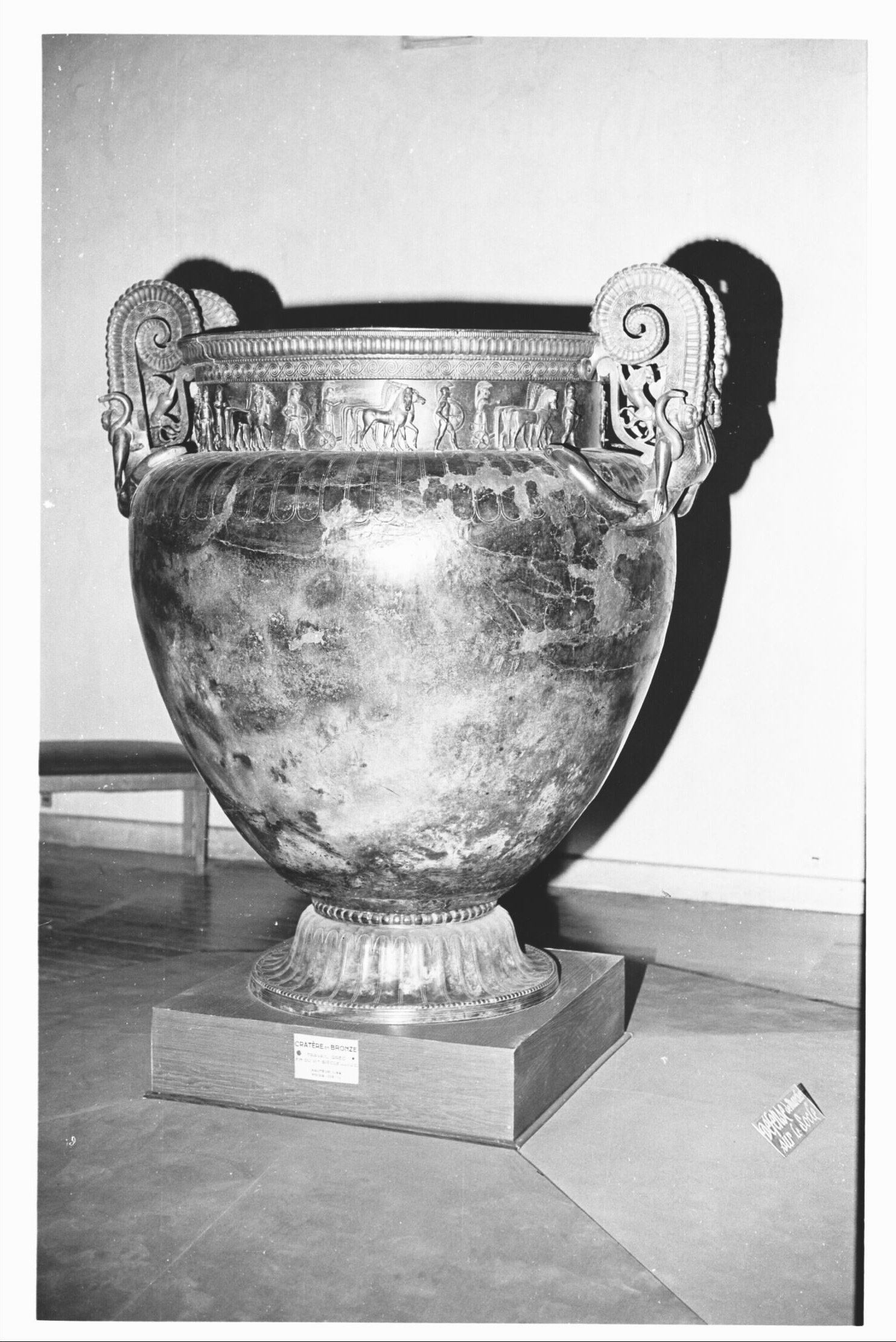
Krater z grobowca w Vix

W roku 1953 u podnóża znajdującego się na terenie gminy wzniesienia Mont Lassois odkryto grobowiec kultury halsztackiej datowany na 500 p.n.e.
. Grobowiec umieszczony był pod kurhanem o średnicy 42 i wysokości 6 metrów. Zwłoki 30-35 letniej kobiety złożone były w skrzyni rozebranego na części wozu umieszczonej w drewnianej komorze o powierzchni 9 m². Koła wozu ustawione były wzdłuż wschodniej ściany komory i owinięte w płótno. Zachowane zdobione okucia wskazują na paradny charakter wozu. Najcenniejsze znaleziska w grobowcu to:
- naszyjnik wykonany z 24-karatowego złota zdobionego figurkami Pegaza. Wykonany najprawdopodobniej w jednej z kolonii greckich nad morzem Czarnym
- brązowy krater o wysokości 164 cm, pojemności 1100 litrów i wadze 208,6 kg. Został najprawdopodobniej przywieziony w częściach z Koryntu i następnie sklejony na miejscu (świadczą o tym alfabetyczne oznaczenia poszczególnych części).